# Ronnie Dix
Ronald William Dix (12 tháng 9 năm 1912 – 2 tháng 4 năm 1998) là một cầu thủ bóng đá, giữ kỉ lục cầu thủ ghi bàn trẻ nhất lịch sử Football League, khi lập công cho Bristol Rovers lúc 15 tuổi 180 ngày vào năm 1928.
Ông có 1 lần khoác áo cho đội tuyển Anh, ghi bàn vào lưới Na Uy.
Trong Thế chiến thứ hai, Dix là khách mời cho các câu lạc bộ gồm Bristol City, Chester, Blackpool, Bradford Park Avenue, Wrexham, York City và Liverpool. Ông giải nghệ năm 1949 và mất vào tháng 4 năm 1998 lúc 85 tuổi.